# 진실게임 (영화)
"진실게임"은 2000년에 개봉한 대한민국의 영화이다.

## 캐스팅
- 안성기 : 조 검사 역
- 하지원 : 한다혜 역
- 권용운 : 민 형사 역
- 김민조 : 매니저 역
- 이무정 : 부장검사 역
- 양미경 : 아내 역
- 고가령 : 여우 역
- 이원두 : 돈 역
- 전부미 : 영주 역
- 최유란 : 회장 역
- 조하록 : 조하록 역
- 서경미 : 최양 역
- 김혜정 : 다혜 모 역
- 남윤정 : 하록 모 역
- 류현경 : 지희 역
- 오승은 : 반장 역
- 이석 : 변호사 역
- 윤용준 : 후배검사 역
- 강유일 : 음반사 간부 역
- 전민종 : 방송국 PD 역
- 원민희 : 하록애인 역
- 남수정 : 영주 모 역
- 박성준 : 담임 역
- 손민우 : 의사 역
- 양재영 : 사회자 역
- 이현화 : 사회자 역
- 한태일 : 별장지기 역
- 신이 : 여학생 1 역
- 윤혜원 : 여학생 2 역
- 전선화 : 여학생 3 역
- 오주이 : 회원 1 역
- 최윤희 : 회원 2 역
- 전제향 : 회원 3 역
- 이미경 : 회원 4 역
- 배은미 : 회원 5 역
- 김하애 : 회원 6 역
- 최명숙 : 기자 역
- 하지영 : 최양엄마 역
- 전석구 : 경찰 역
- 김수희 : 경찰 역
- O2R (특별출연)